# Aepycamelus
Aepycamelus es un género extinto de mamífero artiodáctilo de la familia Camelidae también conocida como Alticamelus en literatura científica, que vivió en el Mioceno entre 20.6 a 4.9 millones de años.
Su nombre se deriva del griego homérico αἰπύς, "alto y empinado" y κάμελος - "camello"; por lo que traduce "camello alto"; su sinónimo Alticamelus tiene un significado similar en latín.
Aepycamelus caminaba sólo sobre sus dedos. A diferencia de las primeras especies de camélidos, estos poseían almohadillas acolchadas en las patas como las de los camellos modernos.

## Descripción
Aepycamelus rondaba las praderas de Norteamérica (Colorado, etc.). Era un animal bastante especializado. Su cabeza era relativamente pequeña comparada con el resto del cuerpo, con un cuello muy alargado, dando como resultado, producto de la evolución convergente, un alargamiento de las vértebras cervicales a la manera de las jirafas, con patas largas y similares a zancos, con las articulaciones del codo y la rodilla al mismo nivel. Su altura máxima de la parte alta de la cabeza hasta el suelo pudo haber sido de 3 metros.

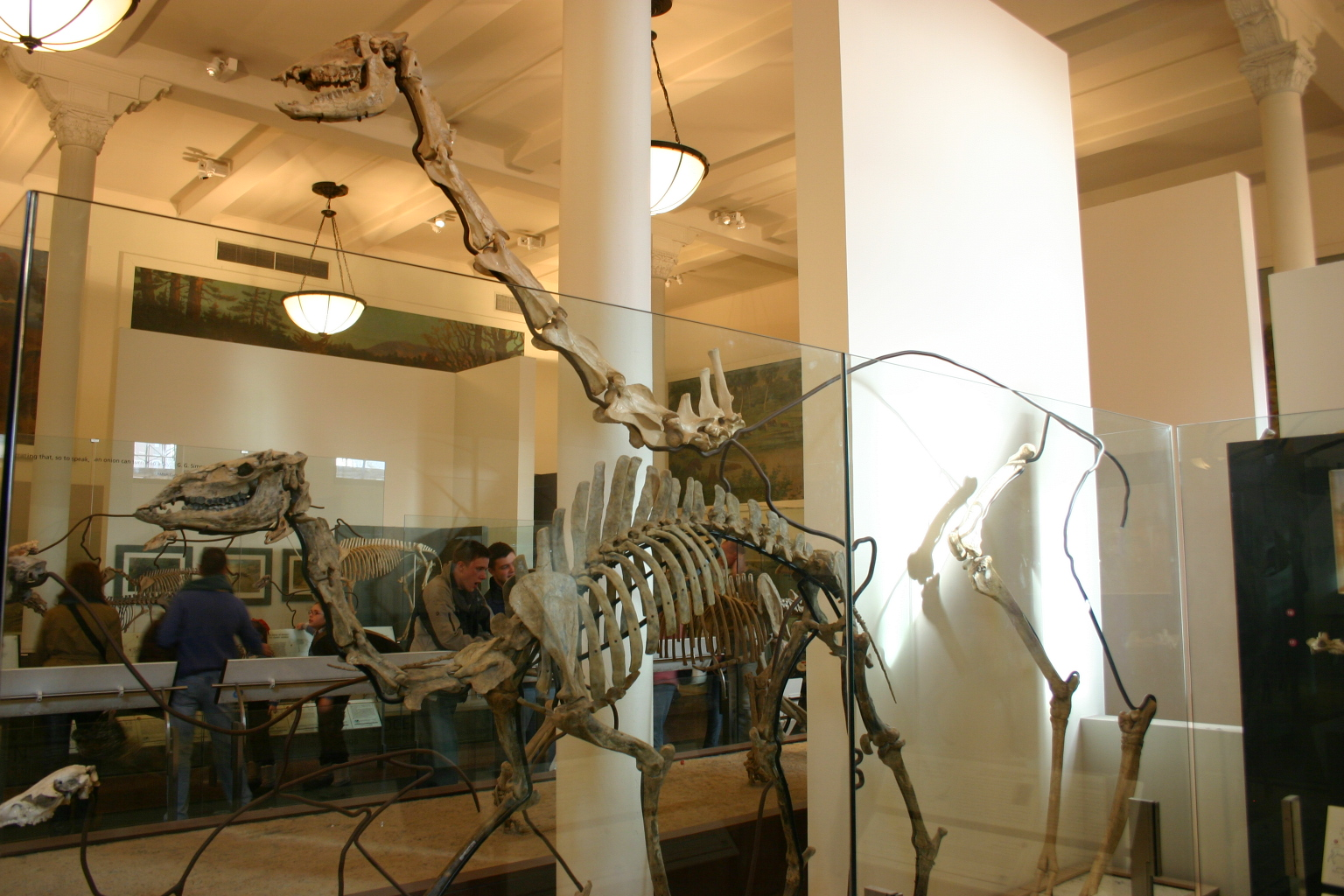
Aepycamelus giraffinus y Procamelus grandis

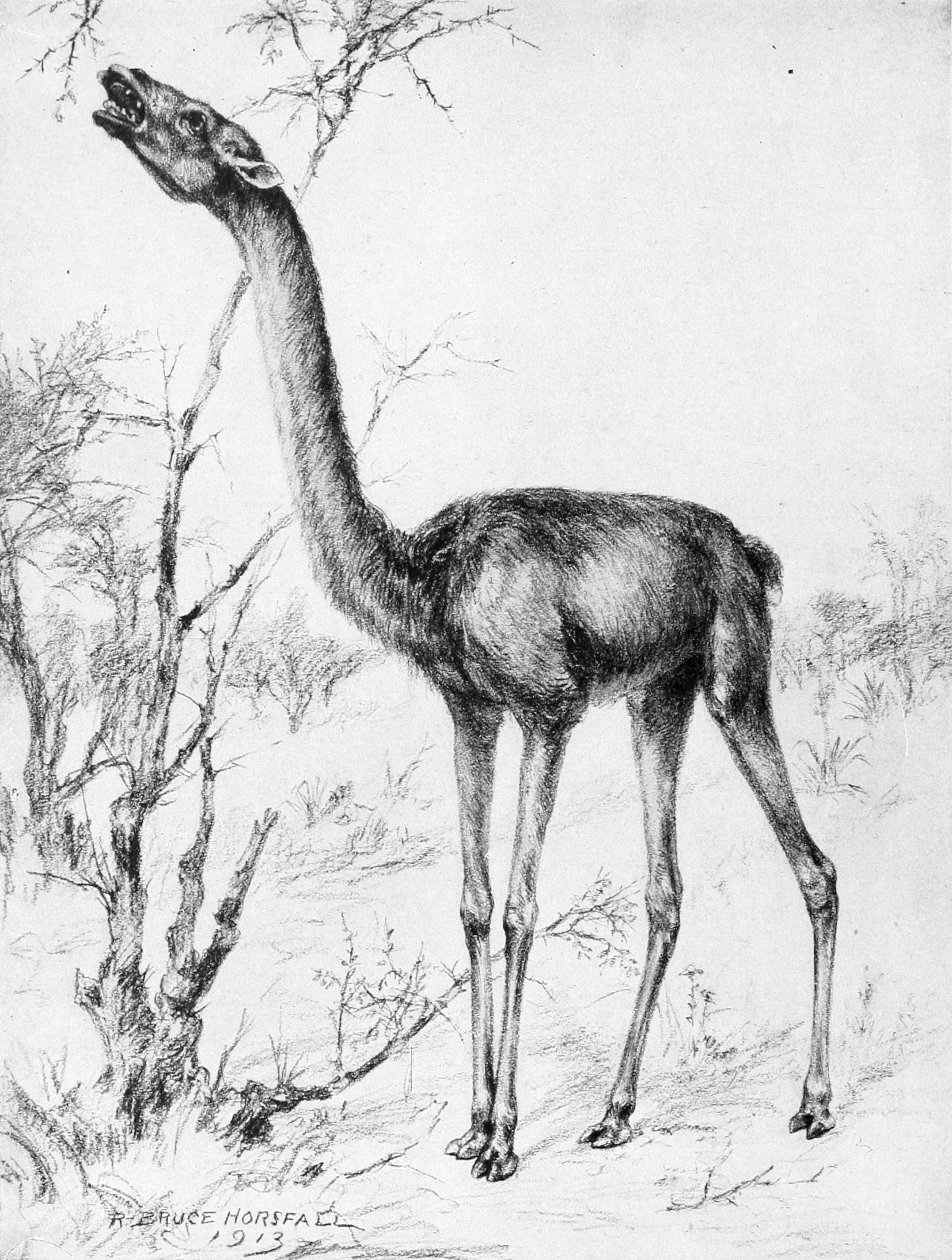
Reconstrucción de A. altus de Robert Bruce Horsfall

Su extraña estructura corporal ha dado una gran cantidad de información acerca de su modo de vida y hábitos. Aepycamelus habitaba planicies secas con grupos de árboles. Se presume que se debió desplazar solo o en pequeños grupos, como las jirafas actuales, y como estas, ramoneaba en los árboles altos. En este aspecto no tenía competidores, sobreviviendo por un largo período de tiempo, y perduró por la entera extensión de la época del Mioceno, desapareciendo antes del inicio del Plioceno, posiblemente debido a los cambios climáticos.
Los fósiles de las especies de este género se han encontrado desde Montana a Florida y en California.

### Masa corporal
Cuatro especímenes fósiles fueron examinados para determinar su masa corporal por Mendoza Et al. Los resultados son:
- Espécimen 1: 721,3 kg (1590,2 lb)
- Espécimen 2: 621 kg (1369,1 lb)
- Espécimen 3: 574,7 kg (1267,0 lb)
- Espécimen 4: 363,5 kg (801,4 lb)